# Očihov
Očihov település Csehországban, Lounyi járásban. Očihov Podbořany, Kryry, Vroutek és Blšany településekkel határos. Lakosainak száma 364 fő (2024. január 1.).

## Népesség
A település lakosságának változását az alábbi diagram mutatja:
| Lakosok száma | 796  | 877  | 866  | 347  | 355  | 297  | 378  | 367  | 381  | 364  |
|               | 1869 | 1890 | 1921 | 1950 | 1980 | 2001 | 2017 | 2019 | 2022 | 2024 |